# آلبا روبالو
آلبا روبالو (انگلیسی: Alba Roballo; ۴ اوت ۱۹۰۸ – ۳ سپتامبر ۱۹۹۶) وکیل، نویسنده، سیاستمدار اهل اروگوئه بود. وی بین سال‌های ۱۹۳۹ تا ۱۹۹۳ میلادی فعالیت می‌کرد. روبالو شاعر و سیاستمدار اروگوئه‌ای بود که سه دوره متوالی از سال ۱۹۵۸ تا ۱۹۷۱ در سنای اروگوئه و برای چهارمین دوره در اوایل دهه ۱۹۹۰ در سنا حضور داشت. پس از فارغ‌التحصیلی در رشته حقوق از دانشگاه اروگوئه در مونته ویدئو، شروع به نوشتن کرد. در سال ۱۹۴۲، اولین کتاب او، Se levanta el sol (خورشید طلوع می‌کند)، برنده جایزه اول از وزارت آموزش و پرورش کشور شد.
او بعداً دو مجله به نام‌های Mujer Batllista (زن باتلیست) و El Pregón (فریاد شهر) را تأسیس کرد. در سال ۱۹۵۴ او اولین زنی بود که در شورای دپارتمان مونته ویدئو حضور داشت و به عنوان سناتور حزب کلرادو انتخاب شد. او که یک آفریقایی-اروگوئه‌ای برجسته بود، اولین زنی در آمریکای جنوبی بود که به عنوان وزیر کابینه خدمت کرد و در سال ۱۹۶۸ منصوب شد. او در پی اقدامات اقتدارگرایانه دولت از این سمت استعفا داد. او یکی از بنیانگذاران جبهه گسترده در سال ۱۹۷۱ بود. اگرچه برای انتخابات مجدد نامزد شد، اما در آن سال شکست خورد.
پس از کودتای ۱۹۷۳ اروگوئه، روبالو به دلیل صراحت خود علیه دیکتاتوری مدنی-نظامی اروگوئه که کشور را تا سال ۱۹۸۴ اداره می‌کرد، هدف حملات بسیاری از سوی مقامات دولتی قرار گرفت. هنگامی که دیکتاتوری به پایان رسید، او برای یک کرسی سنا نامزد شد که در آن ناموفق بود. او پروژه‌های قانونی برای بهبود اجتماعی را تا سال ۱۹۹۳ معرفی کرد، زمانی که برای مدت کوتاهی دوباره در سنا خدمت کرد. روبالو در سال ۱۹۹۶ درگذشت، اما یادبودهای بسیاری در سراسر کشور از جمله تمبرهایی که به شکل او منتشر شده، خیابان‌ها به نام او و همچنین میدان‌ها و مراکز فرهنگی به یادگار مانده‌است.

## سنین جوانی و تحصیل
آلبا روزا روبالو برون در ۴ اوت ۱۹۰۸ در جزیره کابلو، بخش آرتیگاس، اروگوئه زاده شد. مادر او رزا برون و پدرش آمریکو روبالو بودند.  پدرش کمیسر شهر بود و مادرش معلم، مدرسه روستایی بود.  روبالو از بدو تولد، مادرش را تا محل کارش در مدرسه همراهی می‌کرد. او همچنین هفت خواهر و برادر داشت.   پدربزرگ مادری او فرماندار سابق استان کورینتس در شمال آرژانتین بود، در حالی که پدرش اروگوئه ای با میراث مختلط بود که شامل چاروآ و اجداد آفریقایی می‌شد.  
در دوران کودکی او، خانواده به سالتو، آرتیگاس نقل مکان کردند. در آنجا مادرش در مشاغل مختلفی تدریس داشت و روبالو تحصیلات ابتدایی خود را به پایان رساند.    از سنین جوانی ناظر دقیق شرایطی بود که بر مردمی که در اطرافش زندگی می‌کردند تأثیر می‌گذاشت و شروع به صحبت در مورد کاهش فقر کرد.  او تحصیلات متوسطه خود را در آرتیگاس به پایان رساند و سپس تحصیلات خود را در دانشگاه جمهوری ادامه داد. 
او مدرک فلسفه گرفت و تدریس حرفه ای خود را در مدرسه ای که مادرش در خیابان پابلو دی ماریا در مونته ویدئو اداره می‌کرد آغاز کرد.   با ادامه تحصیل، روبالو در دانشکده حقوق تحت سلطه مردان در دانشگاه ثبت نام کرد.  در حالی که هنوز در حال تحصیل بود، با والتر پرویتالی ازدواج کرد و از او صاحب یک پسر به نام سرجیو پرویتالی شد.  او به سپس به فدراسیون دانشجویی دانشگاه حقوق پیوست و در تظاهرات ضد فاشیستی در حمایت از جمهوری خواهان در جنگ داخلی اسپانیا فعال بود. 
هنگامی که در سال ۱۹۳۳، گابریل ترا، سیاستمدار و وکیل اهل اروگوئه کودتایی را سازماندهی کرد، روبالو در اعتراض به دیکتاتوری در اعتراضات دانشگاه شرکت کرد.  او به حزب کلرادو، به رهبری خولیو سزار گرائرت و بالتاسار بروم پیوست. هنگامی که بروم به دلیل کودتا خودکشی کرد، روبالو در دفاع از دموکراسی خطاب به جمعیت زیادی که جمع شده بودند سخنرانی کرد.  به‌عنوان تنها زن شرکت‌کننده، او به گروه آوانزار، یک جناح از حزب کلرادو به رهبری گرائرت، که شدیداً ضد امپریالیست و از نظر اجتماعی ترقی‌خواه بود، پیوست.  در این دوره، او با بسیاری از سوسیالیست‌ها آشنا شد و در معرض ایده‌های کارل مارکس و فردریش انگلس قرار گرفت. در سال ۱۹۳۹، روبالو مدرک حقوق گرفت.

## مرگ و میراث
روبالو در ۳ سپتامبر ۱۹۹۶ در مونته ویدئو درگذشت. برای ادای احترام به یاد او، یکی از اتاق‌های کاخ قانونگذاری به نام او نامگذاری شد. در سال ۲۰۰۲، مراسم بزرگداشتی در هیئت دپارتمان مونته ویدئو برگزار شد. برای روز جهانی زن در سال ۲۰۱۰، از او در مجموعه تمبرهای پستی اروگوئه Mujeres notables uruguayas (زنان برجسته اروگوئه) تجلیل شد. در سال ۲۰۱۲، خیابانی در آرتیگاس به افتخار او نامگذاری شد. میدانی در محله بلا ایتالیا در مونته ویدئو در سال ۲۰۱۵ به نام او نامگذاری شد. در اوت ۲۰۱۹، قانون ۱۹۷۸۱ که بر اصلاحات ارضی حاکم است، اصلاح شد تا زنان حق زمین و مالکیت مشترک داشته باشند. در سال ۲۰۲۰، یک مرکز فرهنگی در منطقه مونته ویدئو به نام او افتتاح شد.